# 札幌市立北九条小学校
札幌市立北九条小学校（さっぽろしりつ きたくじょうしょうがっこう）は、北海道札幌市北区にある公立小学校。1901年開校。

## 教育
北海道大学が近隣に位置していて海外の研究者などが札幌市内で生活していることから、日本語指導を必要とする児童を受け入れ、日本語専門の授業を週に一度開講している。日本語指導の担当教諭は日本国の予算で配置されている。

## 学校行事
北九条小学校の代表的な学校行事としてリトルキャンプがある。リトルキャンプは1988年以前から行われているイベントで、餅つきや体育館でのゲーム、消防はしご車体験、北海道大学公認YOSAKOIソーランチーム"縁"による演舞、キャンプファイヤーなどが開催されている。

## 沿革
1892年に上守祐真が札幌農学校の付属農場を利用して開いた小学校は、1896年に私立小学校としての認可を受け私立上守尋常小学校と称していた。私立上守尋常小学校は1897年に廃校となり、公立創成尋常小学校の第一分校が設置された。設置の理由は、一部の創成尋常小学校の児童が通学時に鉄道路線を横切る必要があり、危険であったためと説明されている。
児童数が増加したことから、第一分校は1901年に分離独立し、高等科を設置して北九条尋常高等小学校と改称。札幌区が区制を施行した後に初めて設置した初等教育機関となった。当時は14学級中4学級で児童を二部に分割して時間を分けて講義する、二部教授が児童数増加への対処として採用された。1922年に札幌市立北九条尋常高等小学校へ改称。1924年には北光尋常小学校が開校され、児童数が5年生以下の児童852人が移動、1929年には同校に高等科が設置されたため高等科121人が移動した。また、1928年には札幌市立桑園小学校の設立に伴って児童の転出があった。1931年に高等科を分離して札幌市立北九条尋常小学校に改称。
1934年、札幌市立幌北小学校が開校され児童509人が移動。1941年に札幌市北九条国民学校、1947年に札幌市立北九条小学校へ改称。1944年から実施されていた味噌汁給食は1951年に完全給食へ移行。1955年に健康優良学校第1位として北海道教育委員会の表彰を受ける。1956年2月に衛生室付近で出火し、消火設備の不備もあって校舎がほぼ全焼、備品も搬出できず、約4000万円に上る損害を出した。その後は北光小学校や幌北小学校の校舎を借りて授業が行われ、1957年9月に新校舎が完成した。その後数回の通学区域変更を受ける。
1983年、アメリカ合衆国オレゴン州ポートランドのバーノン小学校と姉妹校調印。1987年にパソコン室を開設し、1989年にパソコンの教育実践活動などから第34回学研教育賞を受賞。

## ギャラリー

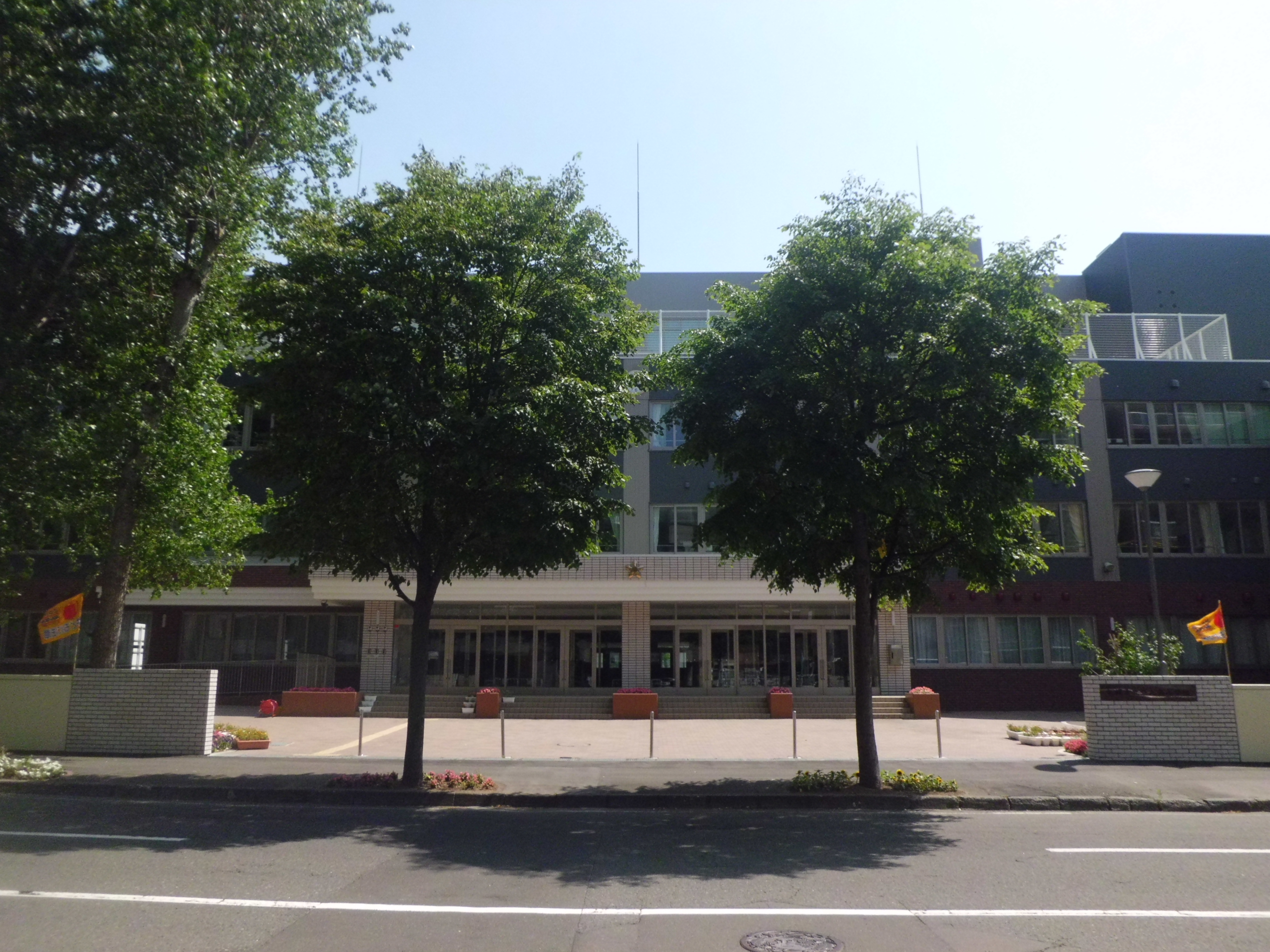
北側
南側

## 出身者
- 伊藤豊次（札幌商工会議所第9代会頭）[6]
- 小川譲二（元北海道開発局長）[6]
- 小川マリ（洋画家）[6]
- 片岡球子（日本画家）[3]
- 木田優夫（野球選手）[7]
- 堂垣内尚弘（元北海道知事）[3]
- 三岸好太郎（洋画家）[8]
- 和田寿郎（医師）[6]